# Hug!
Hug!  var et dansk tidsskrift "for kultur og politik", der udkom i 66 numre i 1974-1997.
Den første årgang blev udgivet af Samleren, resten af Tiderne Skifter.